# Steneby pastorat
Steneby pastorat är ett pastorat i Dalslands kontrakt i Karlstads stift i Svenska kyrkan. Pastoratet ligger i Bengtsfors kommun i Västra Götalands län.

## Administrativ historik
Pastoratet utgjorde före 2010 ett pastorat med Steneby församling som moderförsamling. 2010 skedde sammanslagningar av församlingarna i det tidigare pastoratet och ett flerförsamlingspastoratet blev till. År 2022 slogs ingående församlingar samman och pastoratet blev då ett enförsamlingspastorat

## Ingående församlingar till 2022
- Steneby-Tisselskogs församling
- Bäcke-Ödskölts församling